# Stanisław Kołakowski (lekarz)
Stanisław Kołakowski, inne formy nazwiska: Jaćwiezjusz, Kułakowski, (ur. ok. 1565 w Przasnyszu, zm. 1622 w Warszawie) – polski doktor medycyny i filozofii oraz poeta.

## Życiorys
Syn Jana Kołakowskiego de Kołaki-Jaćwieżyno (w parafii Grudusk) h. Kościesza. Pochodził z rodziny szlacheckiej. Zapisał się na Akademię Krakowską w roku w 1584. Studiował na Akademii Krakowskiej, uzyskując w 1589 tytuł bakałarza. Był wychowawcą synów kasztelana czerskiego, Jana Leśnowolskiego. Razem ze swymi wychowankami już jako doktor filozofii wpisał się w 1546 na uniwersytet w Ingolstadzie i studiował tam medycynę. Kontynuował następnie studia medyczne na Uniwersytecie w Padwie. Jako doktor medycyny osiadł w 1607 w Warszawie. Z mieszczanami warszawskimi powiązany był rozmaitymi interesami (udzielał im pożyczek, na co wskazywały sprawy sądowe, które prowadził w sądach miejskich). Pozostawił bogatą bibliotekę z zakresu nauk przyrodniczych i medycznych, świadczącą o tym, że poza praktyką lekarską kontynuował studia teoretyczne. Duży majątek przeznaczył na cele filantropijne i religijne. Największa część majątku, w tym księgi ad medicinam należące, przypadła dla Kościoła św. Ducha w Przasnyszu, gdzie pochowani byli jego rodzice.

## Twórczość

### Ważniejsze utwory
- Wiek ludzki albo krótkie opisanie wieku człowieczego, 1584
- Wóz niebieski albo elegie o trzech cnotach teologicznych i czterech kardynalnych, Wilno 1586
- O prawdziwej szczęśliwości i błogosławieństwie, Wilno 1593, drukarnia J. Markowicz[1]
- Cathemerinon, Wilno 1593, drukarnia Mamoniczów
- Zegar Achasów, Kraków 1612
- Wieża Dawidowa ze wszelaką armaturą ku przyzbrojeniu wojownikowi chrześcijańskiemu. Xiążka z Pisma Świętego wybrana i na wojnę teraźniejszą turecką nowo wydana (wiersz), brak miejsca wydania i roku

### Przekłady
- Theognides Megarensis Wybranych zdań księga, Wilno 1592, drukarnia Daniel z Łęczycy, (zaginione); fragm. podał H. Juszyński Dykcjonarz poetów polskich, t. 1, Kraków 1820, s. 197